# Lee Jung-jae
Lee Jung-jae (이정재?; Seul, 15 dicembre 1972) è un attore sudcoreano.

## Biografia
Lee è nato il 15 dicembre 1972 nel distretto di Jung, Seul, Corea del Sud. Si è iscritto all'Università di Dongguk e ha conseguito un master presso il Dipartimento di Teatro e Arte Cinematografica dell'Università presso la Graduate School of Cultural Arts, nell'agosto 2008. Ha fatto la sua prima incursione nel teatro nel dicembre dello stesso anno, assumendo il ruolo principale in Amleto. Lo spettacolo andò in scena per quattro giorni al Lee Hae-rang Theater della sua alma mater.

## Carriera

### 1993-1997: Gli inizi della recitazione e la crescente popolarità
Lee è stato scoperto dalla stilista Ha Yong-soo mentre lavorava in un caffè ad Apgujeong-dong (situato nel distretto di Gangnam), poi ha lavorato come modello per un certo numero di anni. Dopo aver fatto il suo debutto come attore con il dramma televisivo del 1993 Dinosaur Teacher, Lee è diventato una star praticamente da un giorno all'altro, ed è stato quasi sempre scritturato per ruoli principali da allora in poi. Un anno dopo, ha ricevuto recensioni favorevoli per il suo primo ruolo sul grande schermo in The Young Man di Bae Chang-ho, ma è stato il dramma universitario di successo del 1994 Feelings che lo ha reso un nome familiare.
Nel 1995, quello che doveva essere un piccolo ruolo di supporto come guardia del corpo silenziosa e devota dell'eroina nel colosso degli ascolti Sandglass ha trasformato Lee in un rubacuori nazionale, tanto che il suo tempo sullo schermo è stato aumentato per tutta la durata della serie.
Tuttavia, quel successo sarebbe stato interrotto perché poco dopo sarebbe stato chiamato alle armi.
Nel 1997, dopo il suo ritorno dall'esercito, la sua carriera ha subito un leggero declino. Fu allora che decise di tornare alla scuola di recitazione iscrivendosi al Dipartimento di Drammaturgia e Cinema dell'Università Cinese.

### 1998-2006: Ruoli di successo e popolarità mainstream
La svolta attoriale di Lee sarebbe arrivata alla fine del 1998 nel pluripremiato film Jeongsa di E. J-yong. A questo ha fatto seguito un altro successo, City of the Rising Sun, per il quale ha vinto il premio come miglior attore ai Blue Dragon Film Award e ai Korean Association of Film Critics Awards.

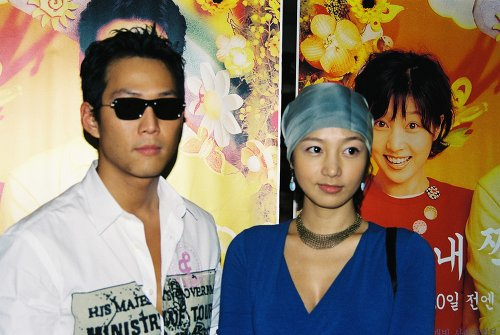
Lee Jung-jae promuove Over the Rainbow con Jang Jin-young nel 2002

Anche se la sua storia d'amore sui viaggi nel tempo Il Mare non è stata un successo popolare nel 2000, da allora ha sviluppato una fedele base di fan alla Somewhere in Time e ha raggiunto lo status di un classico minore tra i fan del cinema coreano (Keanu Reeves ha interpretato il ruolo di Lee nel remake hollywoodiano del 2006 La casa sul lago del tempo). Lee seguì con il melodramma Last Present al fianco di Lee Young-ae e il giallo d'azione The Last Witness diretto da Bae Chang-ho; Entrambi i quali sono stati un successo considerevole.
Nel 2002, Lee ha recitato al fianco di Jang Jin-young in Over the Rainbow.
Nel 2003, ha recitato al fianco di Lee Beom-soo in Oh! Brothers, una commedia su due fratelli, uno dei quali ha una malattia insolita. Il film è stato uno dei più grandi successi di Lee di sempre, superando i tre milioni di spettatori al botteghino locale. Ciononostante, rimase lontano dai riflettori per i successivi due anni. Infine, alla fine del 2005, è tornato in Typhoon, un blockbuster d'azione ad alto budget di Kwak Kyung-taek, il regista di Friend.

### 2007-2009: Crisi di carriera
Il tanto atteso ritorno di Lee in televisione con Air City (2007) e Triple (2009), un decennio dopo la sua memorabile interpretazione in Sandglass, non è stato un successo in termini di ascolti.

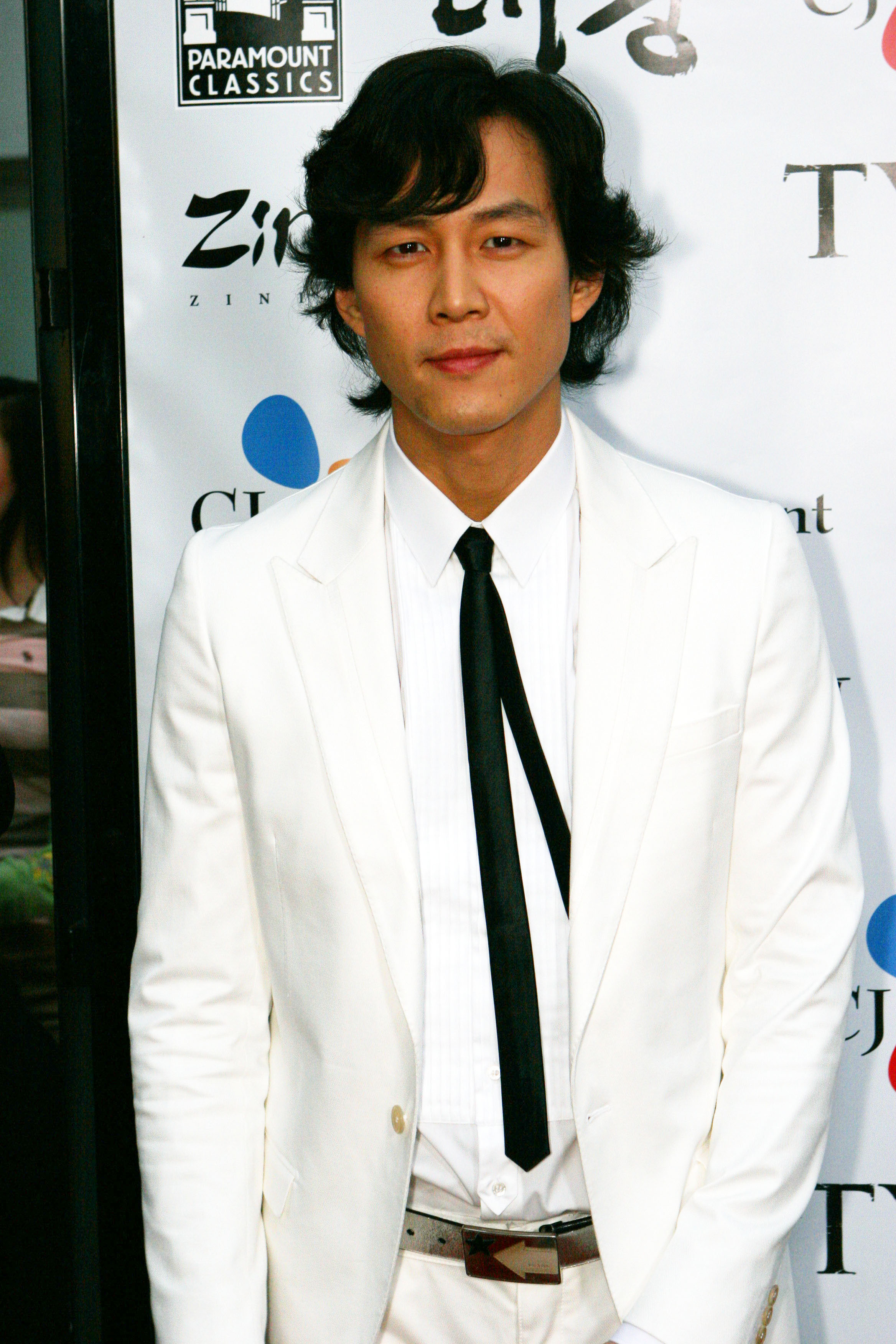
Lee alla premiere americana di Typhoon nel maggio 2006

Con la commedia d'azione in costume 1724 gibang nandong sageon, Lee ha detto che voleva cimentarsi nell'interpretazione di un diverso tipo di ruolo, un personaggio comico da mina vagante. Anche se non ha avuto successo al botteghino, lo considera ancora uno dei suoi film più memorabili.

### 2010-2018: La rinascita della carriera
Lee ha ringiovanito la sua carriera nel thriller erotico di alto profilo del 2010 The Housemaid è stato proiettato al Festival di Cannes al Toronto International Film Festival. Lee ha vinto un premio come miglior attore alla Fantasporto Director's Week. Come suo prossimo progetto, si è unito al cast stellare di The Thieves, un film di rapina del 2012 che è diventato il secondo film di maggior incasso di tutti i tempi nella storia del cinema coreano.
El Fin del Mundo è un film di 13 minuti realizzato dagli artisti visivi Moon Kyung-won e Jeon Joon-ho, che descrive i cambiamenti ambientali distruttivi che il mondo dovrà affrontare in futuro e la conseguente fine dell'arte e la nascita di una nuova arte basata sul dialogo tra due artisti in tempi e spazi diversi. interpretato da Lee e Im Soo-jung. Il film è stato proiettato a documenta nel 2012, considerata la piattaforma di arte contemporanea più prestigiosa e innovativa al mondo. Collezionista d'arte di lunga data e ambasciatore onorario per il National Museum of Contemporary Art nel 2011-2012, Lee ha anche narrato il documentario televisivo del 2013 Contemporary Art, Bury the Boundary che ha messo in evidenza gli artisti coreani locali.
Ha interpretato un agente di polizia che va sotto copertura in un'organizzazione criminale nel thriller poliziesco New World. Lee ha detto di essere grato al co-protagonista Choi Min-sik, che ha suggerito di scritturarlo per il regista. In seguito firmò per essere gestito esclusivamente dalla C-JeS Entertainment, secondo quanto riferito, scegliendo l'agenzia dopo aver lavorato con Song Ji-hyo in New World. Lee ha poi interpretato il principe Suyang al fianco di Song Kang-ho nel film d'epoca The Face Reader, per il quale ha vinto il premio come miglior attore non protagonista ai Blue Dragon Film Awards e ai Baeksang Arts Awards. Questo è stato seguito dalla commedia d'azione Big Match nel 2014, dove ha interpretato un combattente di arti marziali miste che cerca di salvare suo fratello vincendo un'elaborata partita ad alto rischio.

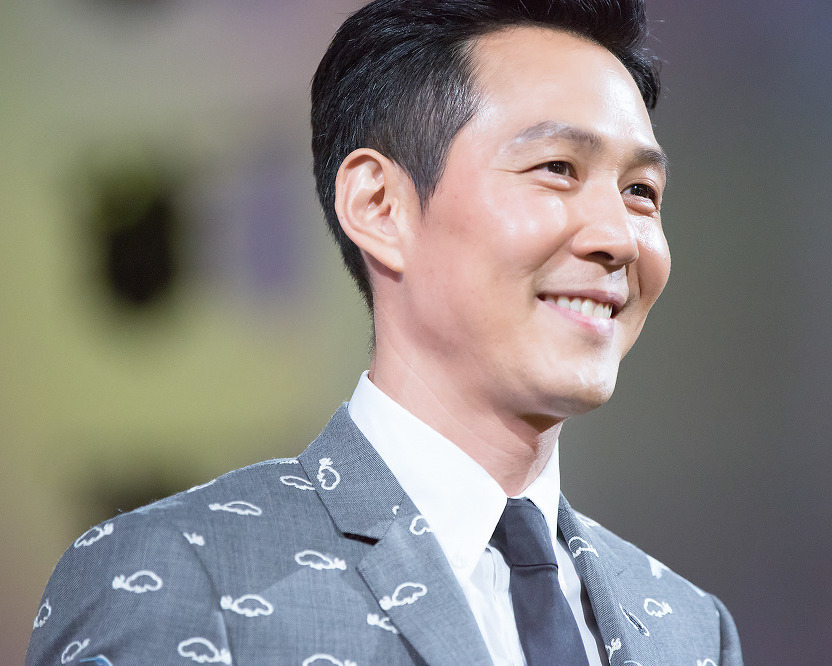
Lee nel marzo 2016

Nel 2015, si è riunito con il regista di The Thieves Choi Dong-hoon e l'attrice Jun Ji-hyun in Assassination, ambientato nella Corea degli anni '30 e a Shanghai durante l'occupazione giapponese. Ha vinto un premio come miglior attore al 24º Buil Film Awards ed è stato nominato attore dell'anno al 3º Marie Claire Asia Star Awards.
Lee ha poi recitato nel suo primo film cinese, il dramma poliziesco Tik Tok. È tornato sullo schermo coreano con il successo al botteghino, Operazione Chromite, interpretando un tenente della marina sudcoreana, l'uomo responsabile di invertire le sorti della guerra di Corea.

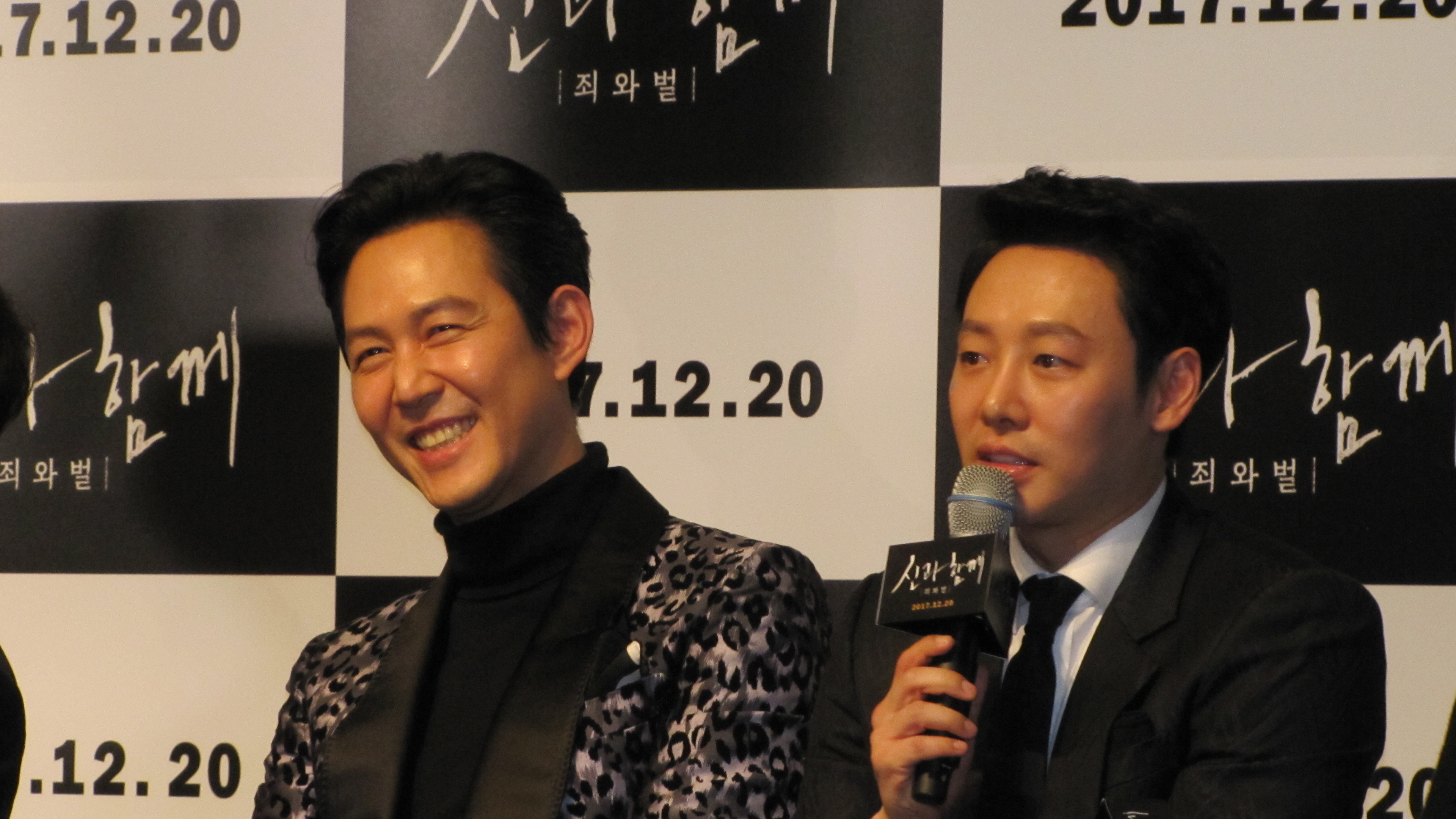
Lee durante un'intervista nel dicembre 2017

I film di Lee nel 2017 includono l'epopea storica Warriors of the Dawn e il blockbuster fantasy Along With the Gods: The Two Worlds.

### 2019–presente: Il ritorno televisivo e la famadi Squid Game
Nel 2019, Lee ha recitato in Svaha: The Sixth Finger, un film sull'occulto. Nello stesso anno Lee è tornato in televisione con il suo primo dramma in un decennio, il dramma politico JTBC Chief of Staff al fianco di Shin Min-a, dove interpreta un consigliere politico. Nel 2020, Lee ha recitato nel film d'azione Liberaci dal male al fianco di Hwang Jung-min e Park Jeong-min.

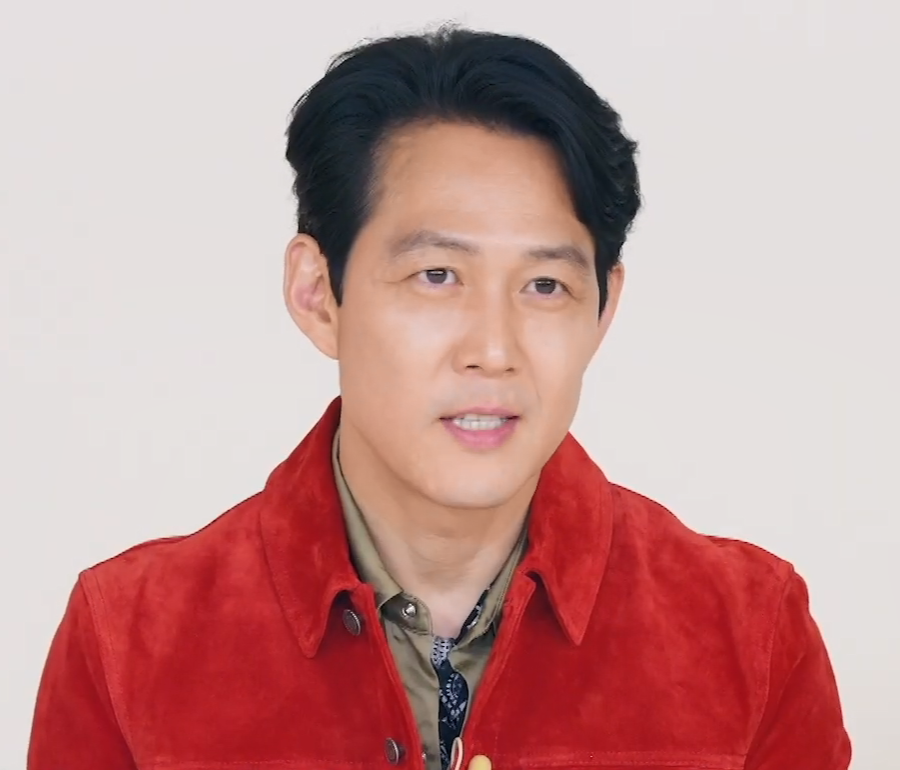
Lee durante un'intervista a Squid Game nel settembre 2021

Nel settembre 2021, Lee ha interpretato Seong Gi-hun, il protagonista della serie Netflix Squid Game. Il creatore e regista della serie Hwang Dong-hyuk ha detto di aver scelto Lee per il ruolo di Gi-hun per "distruggere la sua immagine carismatica ritratta nei suoi ruoli precedenti". Nello spettacolo, Gi-hun è un giocatore d'azzardo sfortunato che viene reclutato per giocare in una serie di giochi mortali per l'infanzia (tra cui "Red Light, Green Light", "Marbles", "Tug of fun" e l'omonimo gioco Squid) per un alto premio in denaro.
Grazie al successo della serie, Gi-hun è diventato il ruolo più famoso di Lee fino ad oggi. Lee e la serie hanno ricevuto nomination ai Gotham Independent Film Awards 2021 con lui nominato individualmente per la migliore performance in una nuova serie. Ha anche ricevuto nomination per il Critics' Choice Television Award come miglior attore in una serie drammatica, il Golden Globe per il miglior attore in una serie televisiva drammatica e lo Screen Actors Guild Award per la migliore interpretazione di un attore maschile in una serie drammatica, rendendolo il primo attore maschile dall'Asia e dalla Corea a ricevere nomination individuali in quelle categorie in tutti e tre gli spettacoli di premiazione con la sua vittoria e co-protagonista Jung Ho-yeon vince il rispettivo premio femminile, facendo la storia dello show, diventando la prima serie televisiva non in lingua inglese a vincere ai SAG Awards. È stato anche nominato insieme ai suoi co-protagonisti per lo Screen Actors Guild Award per la migliore performance di un ensemble in una serie drammatica. Ha anche vinto il Primetime Emmy Award come miglior attore protagonista in una serie drammatica nel 2022 per la sua interpretazione in Squid Game, rendendolo la prima persona a vincere quel premio per un ruolo non di lingua inglese e il primo uomo asiatico a vincere quel premio.

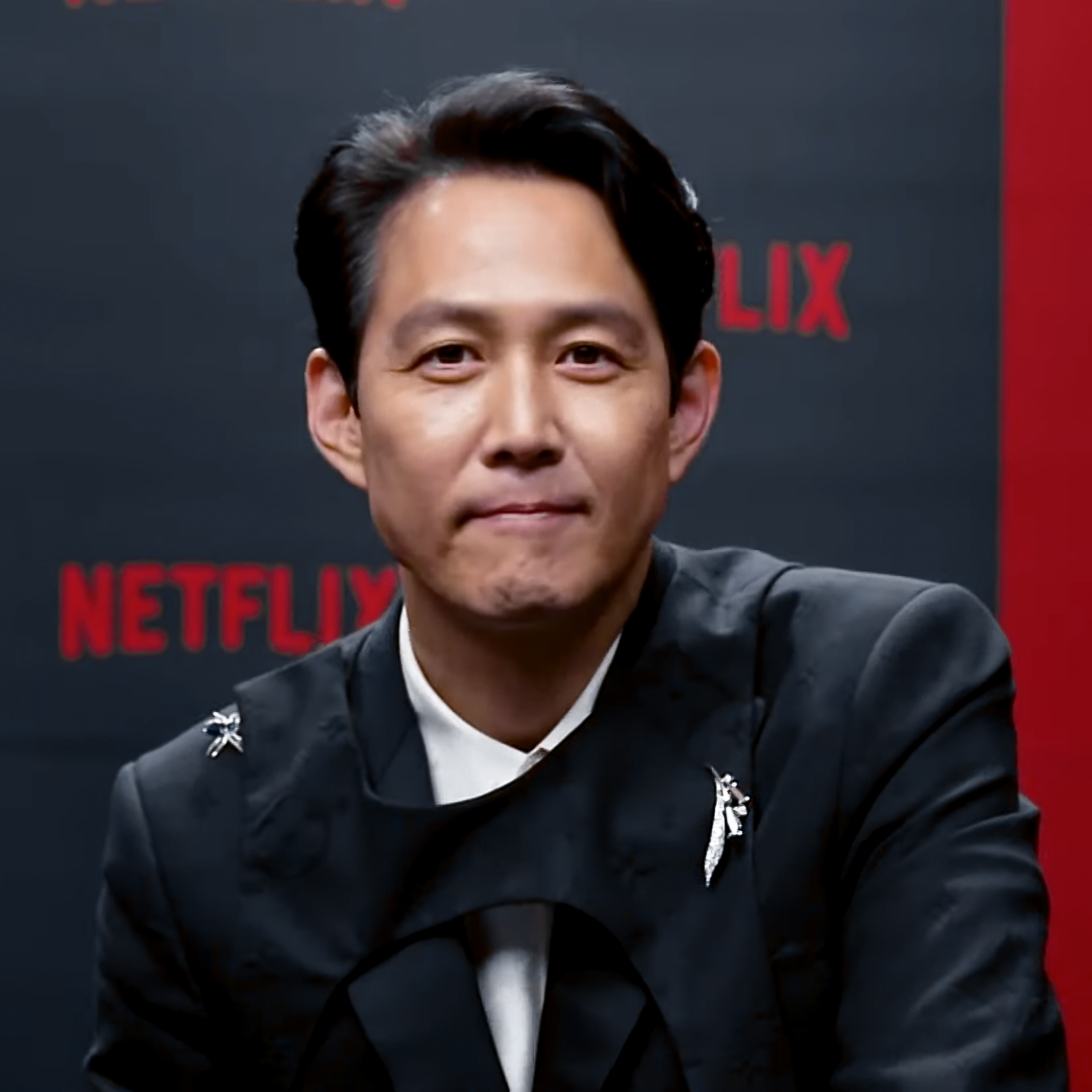
Lee Jung-jae nel 2021

L'11 novembre 2021 è stato annunciato che Lee è stato selezionato come ambasciatore globale per il marchio di lusso Gucci. Più tardi quel mese, è stato annunciato dal creatore di Squid Game Hwang Dong-hyuk che Lee tornerà nei panni di Gi-hun nella seconda stagione dello show, e "farà qualcosa per il mondo".
Nel 2022, Lee ha debuttato alla regia con il film d'azione di spionaggio Hunt, in cui recita anche al fianco di Jung Woo-sung. Il film è stato presentato in anteprima mondiale al Festival di Cannes 2022 nel maggio 2022. Il 26 febbraio 2022, Lee ha firmato con la Creative Artists Agency. L'8 settembre 2022, Lee è stato scelto come protagonista maschile nella serie di Guerre stellari La seguace, in uscita su Disney+. Lee ha ricevuto l'Ordine al merito culturale di Geumgwan dal presidente Yoon Suk-yeol, che è la più alta decorazione assegnata a coloro che hanno contribuito alla cultura e alle arti.

### Iniziative imprenditoriali
Oltre alla recitazione, Lee è noto per aver lanciato una catena di ristoranti italiani di lusso a Seul che prende il nome dal suo film Il Mare. Dopo aver studiato interior design, si è assunto la responsabilità di progettare gli interni dei suoi ristoranti. Lee ha anche fondato la società di sviluppo immobiliare Seorim C&D nel 2008 e possiede diverse attività con l'attore Jung Woo-sung, un caro amico con cui ha lavorato per la prima volta nel film City of the Rising Sun.
Nel maggio 2016, Lee e Jung hanno fondato e sono diventati CEO della loro etichetta di intrattenimento Artist Company.

### Filantropia
L'8 marzo 2022, Lee ha donato 100 milioni di won alla Hope Bridge Disaster Relief Association insieme a Jung Woo-sung per aiutare le vittime del massiccio incendio iniziato a Uljin, Gyeongbuk e diffusosi a Samcheok, Gangwon.
Il 3 agosto 2022, la Hope Bridge Disaster Relief Association ha annunciato che Lee insieme a Jung Woo-sung è entrato a far parte dell'Hope Bridge Honors Club, un gruppo di importanti donatori con oltre ₩ 100 milioni di donazioni.

## Vita privata
Nel 1999, Lee è stato accusato di guida in stato di ebbrezza dopo essersi schiantato con la sua BMW contro un'auto nella corsia adiacente. Il suo tasso alcolemico era dello 0,222%. Di conseguenza, gli è stata revocata la patente di guida. Nel 2002 fu accusato ancora dello stesso crimine, che gli ha comportato nuovamente la revoca della patente. Nel 2015 ha dichiarato di avere una relazione con l'imprenditrice Lim Se-Ryung, che attualmente frequenta.

## Filmografia

### Regista
- Hunt (2022)

### Attore

#### Cinema
- Love is Oh Yeah!, regia di Kim Yoo Jin (1993)
- The Young Man, regia di Bae Chang-ho (1994)
- Albatross, regia di Hyeok-su Lee (1996)
- Firebird, regia di Kim Young-bin (1997)
- Father vs. Son, regia di Yang Young-Chul (1997)
- Jeongsa, regia di Je-yong Lee (1998)
- City of the Rising Sun, regia di Kim Sung-su (1999)
- The Uprising, regia di Park Kwang-su (1999)
- Interview, regia di Hyuk Byun (2000)
- Si-wor-ae, regia di Lee Hyun-seung (2000)
- Asako in Ruby Shoes, regia di Lee Jae-yong (2000)
- Last Present, regia di Oh Ki-hwan (2001)
- MOB 2025, regia di Kwon Hyeong-jin (2001)
- Heuksuseon, regia di Bae Chang-ho (2001)
- Over the Rainbow, regia di Ahn Jin-woo (2002)
- Oh! Brothers, regia di Kim Yong-hwa (2003)
- Typhoon, regia di Kwak Kyung-taek (2005)
- 1724 gibang nandong sageon, regia di Yeo Kyun-dong (2008)
- The Housemaid, regia di Im Sang-soo (2010)
- El Fin del Mundo, regia di Moon Kyung-won (2012)
- The Thieves, regia di Choi Dong-hoon (2012)
- New World, regia di Park Hoon-jung (2013)
- The Face Reader, regia di Han Jae-rim (2013)
- Big Match, regia di Choi Ho (2014)
- Amsal, regia di Choi Dong-hoon (2015)
- Tik Tok, regia di Jun Lee (2016)
- Operation Chromite, regia di John H. Lee (2016)
- Warriors of the Dawn, regia di Jeong Yoon-cheol (2017)
- Along with the Gods: The Two Worlds, regia di Kim Yong-hwa (2017)
- Along with the Gods: The Last 49 Days, regia di Kim Yong-hwa (2018)
- Svaha: The Sixth Finger, regia di Jang Jae-hyun (2019)
- Liberaci dal male (다만 악에서 구하소서?, Daman ageseo guhasoseoLR), regia di Hong Won-chan (2020)
- Hunt, regia di Lee Jung-jae (2022)

#### Televisione
- Dinosaur Teacher – serie TV (1993)
- Feelings – serie TV (1993)
- Love Is Blue – serie TV (1995)
- Moraesigye – serie TV (1995)
- Snail – serie TV (1997)
- White Nights 3.98 – serie TV (1998)
- Air City – serie TV (2007)
- Triple – serie TV (2009)
- Chief of Staff – serie TV (2019)
- Delayed Justice – serie TV (2021)
- Squid Game (오징어게임?, Ojing-eo geimLR) – serie TV, 22 episodi (2021-2025)
- The Acolyte - La seguace (The Acolyte) – serie TV, (2024)

## Riconoscimenti
- Golden Globe
  - 2022 – Candidatura al miglior attore in una serie drammatica per Squid Game
- Premio Emmy
  - 2022 – Miglior attore protagonista in una serie drammatica per Squid Game
- Critics' Choice Television Award
  - 2022 – Miglior attore in una serie drammatica per Squid Game
- Screen Actors Guild Award
  - 2022 – Miglior attore in una serie drammatica per Squid Game
  - 2022 – Candidatura al miglior cast in una serie drammatica per Squid Game

## Doppiatori italiani
Nelle versioni in italiano nelle opere in cui ha recitato, Lee Jung-jae è stato doppiato da:
- Gianfranco Miranda in Squid Game, Liberaci dal male, The Acolyte - La seguace
- Fabrizio Pucci in The Housemaid
- Francesco Prando in Operation Chromite
- Francesco De Francesco in The Thieves
- Luca Graziani in Hunt